# بيل بوس
بيل بوس هو صحفي كندي، ولد في 3 مايو 1917، وتوفي في 17 أكتوبر 2007 بسبب ذات الرئة.